# Forestville (hrabstwo Door)
Forestville – wieś w Stanach Zjednoczonych, w stanie Wisconsin, w hrabstwie Door.